# Liski

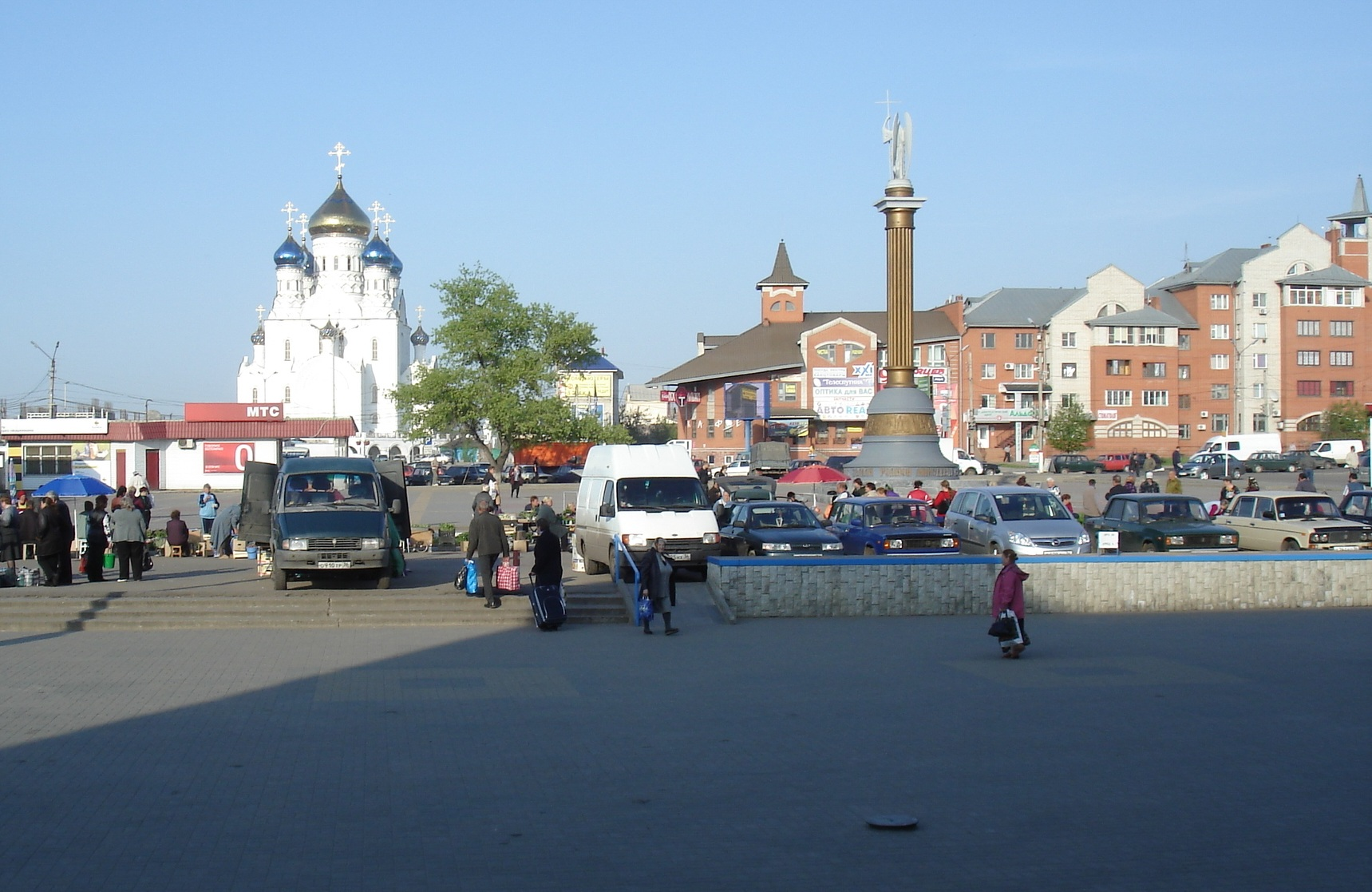

Liski - Лиски (rus) - és una ciutat de l'óblast de Vorónej, a Rússia.

## Història
Liski fou fundada amb el nom de Nóvaia Pokrovka, però prengué el nom de Svoboda el 1928. Durant la Segona Guerra Mundial hi hagué combats el 6 de juliol del 1942 contra les tropes alemanyes a la riba dreta del Don, davant de la població. El 1943 la vila es rebatejà amb el nom de Liski, però el 1965 prengué el nom de Gueórguiu-Dej en honor del dirigent comunista romanès Gheorghe Gheorghiu-Dej, i finalment el 1991 tornà a anomenar-se Liski.